# Etelä-Tervajärvi
Etelä-Tervajärvi är en sjö i kommunen Mäntyharju i landskapet Södra Savolax i Finland. Sjön ligger 106,5 meter över havet. Arean är 60 hektar och strandlinjen är 8,16 kilometer lång. Sjön  ingår i Kymmene älvs huvudavrinningsområde.   Den ligger omkring 31 kilometer sydväst om S:t Michel och omkring 180 kilometer nordöst om Helsingfors. 
I sjön finns öarna Sakarsaari och Heikinsaari. 